# Neil Diamond/Auszeichnungen für Musikverkäufe

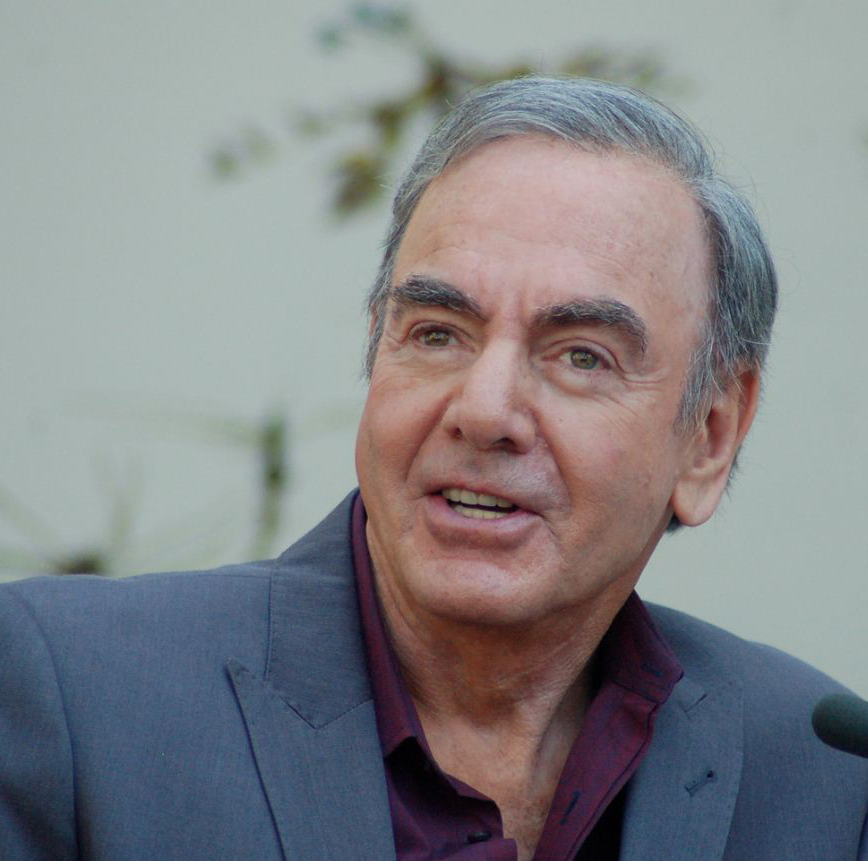
Neil Diamond (2012)

Dies ist eine Übersicht über die Auszeichnungen für Musikverkäufe des US-amerikanischen Singer-Songwriter Neil Diamond. Die Auszeichnungen finden sich nach ihrer Art (Gold, Platin usw.), nach Staaten getrennt in chronologischer Reihenfolge, geordnet sowie nach den Tonträgern selbst, ebenfalls in chronologischer Reihenfolge, getrennt nach Medium (Alben, Singles usw.), wieder.

## Auszeichnungen
| - Vereinigtes Königreich - 1975: für das Album Neil Diamond - 1975: für das Album Gold - 1981: für das Album On the Way to the Sky - 1982: für das Album 12 Greatest Hits Volume 2 - 1983: für das Album Heartlight - 1984: für das Album Primitive - 1993: für das Album Up on the Roof: Songs from the Brill Building - 1996: für das Album Tennessee Moon - 2022: für die Single Love on the Rocks - 2022: für die Single I Am… I Said - 2023: für die Single Hello Again - 2024: für die Single America - Australien - 1976: für das Album Jonathan Livingston Seagull - 1976: für das Album Serenade - 1976: für das Album Beautiful Noise - 1982: für das Album 12 Greatest Hits Volume 2 - 1982: für das Album Love Songs - 1992: für das Album Lovescape - 2001: für das Album Three Chord Opera - 2004: für das Album The Very Best of Neil Diamond - 2005: für das Album The Ultimate Collection - 2006: für das Album 12 Songs - 2009: für das Album Home Before Dark - 2014: für das Album Melody Road - 2016: für das Album All-Time Greatest Hits - Dänemark - 2024: für die Single Sweet Caroline - Deutschland - 1977: für das Album Beautiful Noise - 1978: für das Album 20 Diamond Hits - 1978: für das Album Jonathan Livingston Seagull - 2025: für die Single Sweet Caroline - Hongkong - 1979: für das Album Jonathan Livingston Seagull - 1982: für das Album The Jazz Singer - Irland - 2006: für das Album 12 Song - 2008: für das Album Home Before Dark - Kanada - 1978: für die Single You Don’t Bring Me Flowers - 1984: für die Autorenbeteiligung Red Red Wine (UB40) - 1991: für das Videoalbum Greatest Hits Live - 1994: für das Album The Christmas Album Volume II - 2006: für das Album 12 Songs - Neuseeland - 1976: für das Album Jonathan Livingston Seagull - 1979: für die Single You Don’t Bring Me Flowers - 1981: für das Album The Jazz Singer - 1982: für das Album On the Way to the Sky - 1996: für das Album Tennessee Moon - 1996: für das Album The Ultimate Collection - 1998: für das Album The Movie Album: As Time Goes By - 2008: für das Album Home Before Dark - 2022: für die Single I Am… I Said - 2024: für die Single Girl, You’ll Be a Woman Soon - Niederlande - 1976: für das Album Beautiful Noise - 1983: für die Autorenbeteiligung Red Red Wine (UB40) - 1989: für das Album His 12 Greatest Hits - 1992: für das Album Greatest Hits 1966–1992 - 1997: für das Album The Ultimate Collection - 1997: für das Album Jonathan Livingston Seagull - Österreich - 1994: für das Album The Jazz Singer - Südafrika - 1974: für das Album Hot August Night - 1976: für das Album Beautiful Noise - Vereinigte Staaten - 1972: für das Album Touching You, Touching Me - 1972: für das Album Stones - 1972: für die Single Song Sung Blue - 1981: für das Album Rainbow - 1984: für das Album Primitive - 1986: für das Album Headed for the Future - 1989: für das Album The Best Years of Our Lives - 1989: für die Autorenbeteiligung Red Red Wine (UB40) - 1993: für das Album Brother Love’s Travelling Salvation Show - 1993: für das Album Love Songs - 1993: für das Album Up on the Roof: Songs from the Brill Building - 1994: für das Album Lovescape - 1994: für das Album The Christmas Album Volume II - 1996: für das Album Tennessee Moon - 1997: für das Album In My Lifetime - 1997: für das Album Live in America: In the Round Tour (1991–1993) - 1998: für das Album The Movie Album: As Time Goes By - 2001: für das Album Three Chord Opera - 2003: für das Album The Neil Diamond Collection - 2005: für das Album 12 Songs - 2008: für das Album Home Before Dark - Vereinigtes Königreich - 1975: für das Album Rainbow - 1975: für das Album Hot August Night - 1975: für das Album His 12 Greatest Hits - 1976: für das Album Beautiful Noise - 1976: für das Album Serenade - 1977: für das Album Jonathan Livingston Seagull - 1977: für das Album I’m Glad You’re Here with Me Tonight - 1979: für die Single You Don’t Bring Me Flowers - 1979: für das Album You Don’t Bring Me Flowers - 1980: für das Album September Morn’ - 1984: für das Album The Very Best of Neil Diamond - 1990: für das Album The Best of Neil Diamond - 1993: für das Album Lovescape - 2002: für das Album The Essential Neil Diamond - 2006: für das Album 12 Songs - 2013: für das Album Hot August Night II - 2013: für das Album Dreams - 2014: für das Album Melody Road - 2019: für das Album Hot August Night / NYC - 2021: für das Album Classic Diamonds - 2022: für die Single Forever in Blue Jeans - 2024: für die Single Cracklin’ Rosie | - Deutschland - 19??: für das Album Serenade - Australien - 1980: für das Album September Morn’ - 1982: für das Album Heartlight - 1992: für das Album The Christmas Album - 2001: für die Autorenbeteiligung I’m a Believer (Smash Mouth) - 2006: für das Album The Essential Collection - 2015: für das Album The Best Of - Europa - 2008: für das Album The Essential Collection - Frankreich - 1986: für das Album Jonathan Livingston Seagull - Kanada - 1976: für das Album Serenade - 1976: für das Album Beautiful Noise - 1977: für das Album Love at the Greek - 1978: für die Single Desiree - 1978: für das Album I’m Glad You’re Here with Me Tonight - 1979: für das Album 20 Golden Greats - 1993: für das Album The Very Best of Neil Diamond - 1993: für das Album 12 Greatest Hits Volume 2 - 1994: für das Album The Christmas Album - Neuseeland - 1977: für das Album Love at the Greek - 1979: für das Album You Don’t Bring Me Flowers - 1980: für das Album September Morn’ - 2011: für das Videoalbum Live 1976 - 2023: für die Single Forever in Blue Jeans - 2023: für die Single Cracklin’ Rosie - 2024: für das Album Love Songs - Niederlande - 1979: für das Album Hot August Night - Spanien - 1980: für das Album 20 Diamond Hits - 2024: für die Single Sweet Caroline - Vereinigte Staaten - 1980: für das Album Beautiful Noise - 1980: für das Album September Morn’ - 1982: für das Album On the Way to the Sky - 1982: für das Album Heartlight - 1986: für das Album Serenade - 1991: für das Album Classics: The Early Years - 1993: für das Album Moods - 1993: für das Album Tap Root Manuscript - 1994: für die Single Cracklin’ Rosie - 1994: für die Single Holly Holy - 1994: für die Single Sweet Caroline - 1997: für die Single You Don’t Bring Me Flowers - 2001: für das Album Hot August Night II - Vereinigtes Königreich - 1978: für das Album 20 Golden Greats - 1979: für das Album Love at the Greek - 1992: für das Album Greatest Hits 1966–1992 - 2008: für das Album Home Before Dark - 2013: für das Videoalbum Greatest Hits Live - 2013: für das Album The Very Best of Neil Diamond: The Studio Recordings - 2013: für das Album The Ultimate Collection - 2013: für das Album The Essential Collection - 2013: für das Album The Jazz Singer - 2018: für die Autorenbeteiligung Red Red Wine (UB40) - 2020: für das Album All-Time Greatest Hits | - Australien - 1996: für das Album Tennessee Moon - Kanada - 1978: für das Album Jonathan Livingston Seagull - 1979: für das Album You Don’t Bring Me Flowers - Neuseeland - 2012: für das Album Hot August Night - Südafrika - 1981: für das Album The Jazz Singer - Vereinigte Staaten - 1984: für das Album You Don’t Bring Me Flowers - 1986: für das Album Jonathan Livingston Seagull - 1989: für das Album I’m Glad You’re Here with Me Tonight - 1991: für das Videoalbum Greatest Hits Live - 1993: für das Album Gold - 1993: für das Album Hot August Night - 1994: für das Album Love at the Greek - 2001: für das Album The Christmas Album - 2010: für das Videoalbum Hot August Night / NYC - 2016: für das Album The Essential Collection - Vereinigtes Königreich - 2013: für das Album The Best Of - Neuseeland - 1976: für das Album Beautiful Noise - Kanada - 1982: für das Album The Jazz Singer - Neuseeland - 2008: für das Album The Essential Collection - Vereinigte Staaten - 1994: für das Album 12 Greatest Hits Volume 2 - 2000: für das Album Greatest Hits 1966–1992 - Vereinigtes Königreich - 2024: für die Single Sweet Caroline - Vereinigte Staaten - 1993: für das Album His 12 Greatest Hits - Neuseeland - 1997: für das Album Greatest Hits 1966–1992 - 2025: für die Single Sweet Caroline - Vereinigte Staaten - 1993: für das Album The Jazz Singer - Australien - 2011: für das Videoalbum Hot August Night / NYC - Australien - 2009: für das Album Greatest Hits 1966–1992 - Australien - 1992: für das Album Hot August Night - 2014: für das Videoalbum Greatest Hits Live |

## Auszeichnungen nach Alben

### Brother Love’s Travelling Salvation Show
| Land/Region               | Auszeichnungen für Musikverkäufe (Land/Region, Auszeichnung, Verkäufe) | Verkäufe |
| ------------------------- | ---------------------------------------------------------------------- | -------- |
| Vereinigte Staaten (RIAA) | Gold                                                                   | 500.000  |
| Insgesamt                 | 1× Gold ·                                                              | 500.000  |

### Gold
| Land/Region                  | Auszeichnungen für Musikverkäufe (Land/Region, Auszeichnung, Verkäufe) | Verkäufe  |
| ---------------------------- | ---------------------------------------------------------------------- | --------- |
| Vereinigte Staaten (RIAA)    | 2× Platin                                                              | 2.000.000 |
| Vereinigtes Königreich (BPI) | Silber                                                                 | 60.000    |
| Insgesamt                    | 1× Silber · 2× Platin ·                                                | 2.060.000 |

### Touching You, Touching Me
| Land/Region               | Auszeichnungen für Musikverkäufe (Land/Region, Auszeichnung, Verkäufe) | Verkäufe |
| ------------------------- | ---------------------------------------------------------------------- | -------- |
| Vereinigte Staaten (RIAA) | Gold                                                                   | 500.000  |
| Insgesamt                 | 1× Gold ·                                                              | 500.000  |

### Tap Root Manuscript
| Land/Region               | Auszeichnungen für Musikverkäufe (Land/Region, Auszeichnung, Verkäufe) | Verkäufe  |
| ------------------------- | ---------------------------------------------------------------------- | --------- |
| Vereinigte Staaten (RIAA) | Platin                                                                 | 1.000.000 |
| Insgesamt                 | 1× Platin ·                                                            | 1.000.000 |

### Stones
| Land/Region               | Auszeichnungen für Musikverkäufe (Land/Region, Auszeichnung, Verkäufe) | Verkäufe |
| ------------------------- | ---------------------------------------------------------------------- | -------- |
| Vereinigte Staaten (RIAA) | Gold                                                                   | 500.000  |
| Insgesamt                 | 1× Gold ·                                                              | 500.000  |

### Moods
| Land/Region               | Auszeichnungen für Musikverkäufe (Land/Region, Auszeichnung, Verkäufe) | Verkäufe  |
| ------------------------- | ---------------------------------------------------------------------- | --------- |
| Vereinigte Staaten (RIAA) | Platin                                                                 | 1.000.000 |
| Insgesamt                 | 1× Platin ·                                                            | 1.000.000 |

### Rainbow
| Land/Region                  | Auszeichnungen für Musikverkäufe (Land/Region, Auszeichnung, Verkäufe) | Verkäufe |
| ---------------------------- | ---------------------------------------------------------------------- | -------- |
| Vereinigte Staaten (RIAA)    | Gold                                                                   | 500.000  |
| Vereinigtes Königreich (BPI) | Gold                                                                   | 100.000  |
| Insgesamt                    | 2× Gold ·                                                              | 600.000  |

### Jonathan Livingston Seagull
| Land/Region                  | Auszeichnungen für Musikverkäufe (Land/Region, Auszeichnung, Verkäufe) | Verkäufe  |
| ---------------------------- | ---------------------------------------------------------------------- | --------- |
| Australien (ARIA)            | Gold                                                                   | 20.000    |
| Deutschland (BVMI)           | Gold                                                                   | 250.000   |
| Frankreich (SNEP)            | Platin                                                                 | 300.000   |
| Hongkong (IFPI/HKRIA)        | Gold                                                                   | 10.000    |
| Kanada (MC)                  | 2× Platin                                                              | 200.000   |
| Neuseeland (RMNZ)            | Gold                                                                   | 10.000    |
| Niederlande (NVPI)           | Gold                                                                   | 50.000    |
| Vereinigte Staaten (RIAA)    | 2× Platin                                                              | 2.000.000 |
| Vereinigtes Königreich (BPI) | Gold                                                                   | 100.000   |
| Insgesamt                    | 6× Gold · 5× Platin ·                                                  | 2.940.000 |

### Hot August Night
| Land/Region                  | Auszeichnungen für Musikverkäufe (Land/Region, Auszeichnung, Verkäufe) | Verkäufe  |
| ---------------------------- | ---------------------------------------------------------------------- | --------- |
| Australien (ARIA)            | 14× Platin                                                             | 980.000   |
| Neuseeland (RMNZ)            | 2× Platin                                                              | 40.000    |
| Niederlande (NVPI)           | Platin                                                                 | 100.000   |
| Südafrika (RISA)             | Gold                                                                   | 50.000    |
| Vereinigte Staaten (RIAA)    | 2× Platin                                                              | 2.000.000 |
| Vereinigtes Königreich (BPI) | Gold                                                                   | 100.000   |
| Insgesamt                    | 2× Gold · 19× Platin ·                                                 | 3.270.000 |

### Serenade
| Land/Region                  | Auszeichnungen für Musikverkäufe (Land/Region, Auszeichnung, Verkäufe) | Verkäufe  |
| ---------------------------- | ---------------------------------------------------------------------- | --------- |
| Australien (ARIA)            | Gold                                                                   | 20.000    |
| Deutschland (BVMI)           | 2× Gold                                                                | 500.000   |
| Kanada (MC)                  | Platin                                                                 | 100.000   |
| Vereinigte Staaten (RIAA)    | Platin                                                                 | 1.000.000 |
| Vereinigtes Königreich (BPI) | Gold                                                                   | 100.000   |
| Insgesamt                    | 4× Gold · 2× Platin ·                                                  | 1.720.000 |

### His 12 Greatest Hits
| Land/Region                  | Auszeichnungen für Musikverkäufe (Land/Region, Auszeichnung, Verkäufe) | Verkäufe  |
| ---------------------------- | ---------------------------------------------------------------------- | --------- |
| Niederlande (NVPI)           | Gold                                                                   | 50.000    |
| Vereinigte Staaten (RIAA)    | 4× Platin                                                              | 4.000.000 |
| Vereinigtes Königreich (BPI) | Gold                                                                   | 100.000   |
| Insgesamt                    | 2× Gold · 4× Platin ·                                                  | 4.150.000 |

### Neil Diamond
| Land/Region                  | Auszeichnungen für Musikverkäufe (Land/Region, Auszeichnung, Verkäufe) | Verkäufe |
| ---------------------------- | ---------------------------------------------------------------------- | -------- |
| Vereinigtes Königreich (BPI) | Silber                                                                 | 60.000   |
| Insgesamt                    | 1× Silber ·                                                            | 60.000   |

### Beautiful Noise
| Land/Region                  | Auszeichnungen für Musikverkäufe (Land/Region, Auszeichnung, Verkäufe) | Verkäufe  |
| ---------------------------- | ---------------------------------------------------------------------- | --------- |
| Australien (ARIA)            | Gold                                                                   | 20.000    |
| Deutschland (BVMI)           | Gold                                                                   | 250.000   |
| Kanada (MC)                  | Platin                                                                 | 100.000   |
| Neuseeland (RMNZ)            | 5× Gold                                                                | 50.000    |
| Niederlande (NVPI)           | Gold                                                                   | 50.000    |
| Südafrika (RISA)             | Gold                                                                   | 25.000    |
| Vereinigte Staaten (RIAA)    | Platin                                                                 | 1.000.000 |
| Vereinigtes Königreich (BPI) | Gold                                                                   | 100.000   |
| Insgesamt                    | 6× Gold · 4× Platin ·                                                  | 1.595.000 |

### Love at the Greek
| Land/Region                  | Auszeichnungen für Musikverkäufe (Land/Region, Auszeichnung, Verkäufe) | Verkäufe  |
| ---------------------------- | ---------------------------------------------------------------------- | --------- |
| Kanada (MC)                  | Platin                                                                 | 100.000   |
| Neuseeland (RMNZ)            | Platin                                                                 | 20.000    |
| Vereinigte Staaten (RIAA)    | 2× Platin                                                              | 2.000.000 |
| Vereinigtes Königreich (BPI) | Platin                                                                 | 300.000   |
| Insgesamt                    | 5× Platin ·                                                            | 2.420.000 |

### I’m Glad You’re Here with Me Tonight
| Land/Region                  | Auszeichnungen für Musikverkäufe (Land/Region, Auszeichnung, Verkäufe) | Verkäufe  |
| ---------------------------- | ---------------------------------------------------------------------- | --------- |
| Kanada (MC)                  | Platin                                                                 | 100.000   |
| Vereinigte Staaten (RIAA)    | 2× Platin                                                              | 2.000.000 |
| Vereinigtes Königreich (BPI) | Gold                                                                   | 100.000   |
| Insgesamt                    | 1× Gold · 3× Platin ·                                                  | 2.200.000 |

### 20 Diamond Hits
| Land/Region          | Auszeichnungen für Musikverkäufe (Land/Region, Auszeichnung, Verkäufe) | Verkäufe |
| -------------------- | ---------------------------------------------------------------------- | -------- |
| Deutschland (BVMI)   | Gold                                                                   | 250.000  |
| Spanien (Promusicae) | Platin                                                                 | 100.000  |
| Insgesamt            | 1× Gold · 1× Platin ·                                                  | 350.000  |

### 20 Golden Greats
| Land/Region                  | Auszeichnungen für Musikverkäufe (Land/Region, Auszeichnung, Verkäufe) | Verkäufe |
| ---------------------------- | ---------------------------------------------------------------------- | -------- |
| Kanada (MC)                  | Platin                                                                 | 100.000  |
| Vereinigtes Königreich (BPI) | Platin                                                                 | 300.000  |
| Insgesamt                    | 2× Platin ·                                                            | 400.000  |

### You Don’t Bring Me Flowers
| Land/Region                  | Auszeichnungen für Musikverkäufe (Land/Region, Auszeichnung, Verkäufe) | Verkäufe  |
| ---------------------------- | ---------------------------------------------------------------------- | --------- |
| Kanada (MC)                  | 2× Platin                                                              | 200.000   |
| Neuseeland (RMNZ)            | Platin                                                                 | 20.000    |
| Vereinigte Staaten (RIAA)    | 2× Platin                                                              | 2.000.000 |
| Vereinigtes Königreich (BPI) | Gold                                                                   | 100.000   |
| Insgesamt                    | 1× Gold · 5× Platin ·                                                  | 2.320.000 |

### The Jazz Singer
| Land/Region                  | Auszeichnungen für Musikverkäufe (Land/Region, Auszeichnung, Verkäufe) | Verkäufe  |
| ---------------------------- | ---------------------------------------------------------------------- | --------- |
| Hongkong (IFPI/HKRIA)        | Gold                                                                   | 10.000    |
| Kanada (MC)                  | 3× Platin                                                              | 300.000   |
| Neuseeland (RMNZ)            | Gold                                                                   | 10.000    |
| Österreich (IFPI)            | Gold                                                                   | 25.000    |
| Südafrika (RISA)             | 2× Platin                                                              | 100.000   |
| Vereinigte Staaten (RIAA)    | 5× Platin                                                              | 5.000.000 |
| Vereinigtes Königreich (BPI) | Platin                                                                 | 300.000   |
| Insgesamt                    | 3× Gold · 11× Platin ·                                                 | 5.745.000 |

### September Morn’
| Land/Region                  | Auszeichnungen für Musikverkäufe (Land/Region, Auszeichnung, Verkäufe) | Verkäufe  |
| ---------------------------- | ---------------------------------------------------------------------- | --------- |
| Australien (ARIA)            | Platin                                                                 | 50.000    |
| Kanada (MC)                  | Platin                                                                 | 100.000   |
| Neuseeland (RMNZ)            | Platin                                                                 | 20.000    |
| Vereinigte Staaten (RIAA)    | Platin                                                                 | 1.000.000 |
| Vereinigtes Königreich (BPI) | Gold                                                                   | 100.000   |
| Insgesamt                    | 1× Gold · 4× Platin ·                                                  | 1.270.000 |

### Love Songs
| Land/Region               | Auszeichnungen für Musikverkäufe (Land/Region, Auszeichnung, Verkäufe) | Verkäufe |
| ------------------------- | ---------------------------------------------------------------------- | -------- |
| Australien (ARIA)         | Gold                                                                   | 20.000   |
| Neuseeland (RMNZ)         | Platin                                                                 | 15.000   |
| Vereinigte Staaten (RIAA) | Gold                                                                   | 500.000  |
| Insgesamt                 | 2× Gold · 1× Platin ·                                                  | 535.000  |

### On the Way to the Sky
| Land/Region                  | Auszeichnungen für Musikverkäufe (Land/Region, Auszeichnung, Verkäufe) | Verkäufe  |
| ---------------------------- | ---------------------------------------------------------------------- | --------- |
| Neuseeland (RMNZ)            | Gold                                                                   | 10.0ß0    |
| Vereinigte Staaten (RIAA)    | Platin                                                                 | 1.000.000 |
| Vereinigtes Königreich (BPI) | Silber                                                                 | 60.000    |
| Insgesamt                    | 1× Silber · 1× Gold · 1× Platin ·                                      | 1.070.000 |

### 12 Greatest Hits Volume 2
| Land/Region                  | Auszeichnungen für Musikverkäufe (Land/Region, Auszeichnung, Verkäufe) | Verkäufe  |
| ---------------------------- | ---------------------------------------------------------------------- | --------- |
| Australien (ARIA)            | Gold                                                                   | 20.000    |
| Kanada (MC)                  | Platin                                                                 | 100.000   |
| Vereinigte Staaten (RIAA)    | 3× Platin                                                              | 3.000.000 |
| Vereinigtes Königreich (BPI) | Silber                                                                 | 60.000    |
| Insgesamt                    | 1× Silber · 1× Gold · 4× Platin ·                                      | 3.180.000 |

### Heartlight
| Land/Region                  | Auszeichnungen für Musikverkäufe (Land/Region, Auszeichnung, Verkäufe) | Verkäufe  |
| ---------------------------- | ---------------------------------------------------------------------- | --------- |
| Australien (ARIA)            | Platin                                                                 | 50.000    |
| Vereinigte Staaten (RIAA)    | Platin                                                                 | 1.000.000 |
| Vereinigtes Königreich (BPI) | Silber                                                                 | 60.000    |
| Insgesamt                    | 1× Silber · 2× Platin ·                                                | 1.110.000 |

### Classics: The Early Years
| Land/Region               | Auszeichnungen für Musikverkäufe (Land/Region, Auszeichnung, Verkäufe) | Verkäufe  |
| ------------------------- | ---------------------------------------------------------------------- | --------- |
| Vereinigte Staaten (RIAA) | Platin                                                                 | 1.000.000 |
| Insgesamt                 | 1× Platin ·                                                            | 1.000.000 |

### The Very Best of Neil Diamond
| Land/Region                  | Auszeichnungen für Musikverkäufe (Land/Region, Auszeichnung, Verkäufe) | Verkäufe |
| ---------------------------- | ---------------------------------------------------------------------- | -------- |
| Kanada (MC)                  | Platin                                                                 | 100.000  |
| Vereinigtes Königreich (BPI) | Gold                                                                   | 100.000  |
| Insgesamt                    | 1× Gold · 1× Platin ·                                                  | 200.000  |

### Primitive
| Land/Region                  | Auszeichnungen für Musikverkäufe (Land/Region, Auszeichnung, Verkäufe) | Verkäufe |
| ---------------------------- | ---------------------------------------------------------------------- | -------- |
| Vereinigte Staaten (RIAA)    | Gold                                                                   | 500.000  |
| Vereinigtes Königreich (BPI) | Silber                                                                 | 60.000   |
| Insgesamt                    | 1× Silber · 1× Gold ·                                                  | 560.000  |

### Headed for the Future
| Land/Region               | Auszeichnungen für Musikverkäufe (Land/Region, Auszeichnung, Verkäufe) | Verkäufe |
| ------------------------- | ---------------------------------------------------------------------- | -------- |
| Vereinigte Staaten (RIAA) | Gold                                                                   | 500.000  |
| Insgesamt                 | 1× Gold ·                                                              | 500.000  |

### Hot August Night II
| Land/Region               | Auszeichnungen für Musikverkäufe (Land/Region, Auszeichnung, Verkäufe) | Verkäufe  |
| ------------------------- | ---------------------------------------------------------------------- | --------- |
| Vereinigte Staaten (RIAA) | Platin                                                                 | 1.000.000 |
| Insgesamt                 | 1× Platin ·                                                            | 1.000.000 |

### The Best Years of Our Lives
| Land/Region               | Auszeichnungen für Musikverkäufe (Land/Region, Auszeichnung, Verkäufe) | Verkäufe |
| ------------------------- | ---------------------------------------------------------------------- | -------- |
| Vereinigte Staaten (RIAA) | Gold                                                                   | 500.000  |
| Insgesamt                 | 1× Gold ·                                                              | 500.000  |

### Lovescape
| Land/Region                  | Auszeichnungen für Musikverkäufe (Land/Region, Auszeichnung, Verkäufe) | Verkäufe |
| ---------------------------- | ---------------------------------------------------------------------- | -------- |
| Australien (ARIA)            | Gold                                                                   | 35.000   |
| Vereinigte Staaten (RIAA)    | Gold                                                                   | 500.000  |
| Vereinigtes Königreich (BPI) | Gold                                                                   | 100.000  |
| Insgesamt                    | 3× Gold ·                                                              | 635.000  |

### Greatest Hits 1966–1992
| Land/Region                  | Auszeichnungen für Musikverkäufe (Land/Region, Auszeichnung, Verkäufe) | Verkäufe  |
| ---------------------------- | ---------------------------------------------------------------------- | --------- |
| Australien (ARIA)            | 7× Platin                                                              | 490.000   |
| Neuseeland (RMNZ)            | 5× Platin                                                              | 75.000    |
| Niederlande (NVPI)           | Gold                                                                   | 50.000    |
| Vereinigte Staaten (RIAA)    | 3× Platin                                                              | 3.000.000 |
| Vereinigtes Königreich (BPI) | Platin                                                                 | 300.000   |
| Insgesamt                    | 1× Gold · 16× Platin ·                                                 | 3.915.000 |

### The Christmas Album
| Land/Region               | Auszeichnungen für Musikverkäufe (Land/Region, Auszeichnung, Verkäufe) | Verkäufe  |
| ------------------------- | ---------------------------------------------------------------------- | --------- |
| Australien (ARIA)         | Platin                                                                 | 70.000    |
| Kanada (MC)               | Platin                                                                 | 100.000   |
| Vereinigte Staaten (RIAA) | 2× Platin                                                              | 2.000.000 |
| Insgesamt                 | 4× Platin ·                                                            | 2.170.000 |

### Up on the Roof: Songs from the Brill Building
| Land/Region                  | Auszeichnungen für Musikverkäufe (Land/Region, Auszeichnung, Verkäufe) | Verkäufe |
| ---------------------------- | ---------------------------------------------------------------------- | -------- |
| Vereinigte Staaten (RIAA)    | Gold                                                                   | 500.000  |
| Vereinigtes Königreich (BPI) | Silber                                                                 | 60.000   |
| Insgesamt                    | 1× Silber · 1× Gold ·                                                  | 560.000  |

### Live in America: In the Round Tour (1991–1993)
| Land/Region               | Auszeichnungen für Musikverkäufe (Land/Region, Auszeichnung, Verkäufe) | Verkäufe |
| ------------------------- | ---------------------------------------------------------------------- | -------- |
| Vereinigte Staaten (RIAA) | Gold                                                                   | 500.000  |
| Insgesamt                 | 1× Gold ·                                                              | 500.000  |

### The Christmas Album Volume II
| Land/Region               | Auszeichnungen für Musikverkäufe (Land/Region, Auszeichnung, Verkäufe) | Verkäufe |
| ------------------------- | ---------------------------------------------------------------------- | -------- |
| Kanada (MC)               | Gold                                                                   | 50.000   |
| Vereinigte Staaten (RIAA) | Gold                                                                   | 500.000  |
| Insgesamt                 | 2× Gold ·                                                              | 550.000  |

### The Best Of
| Land/Region                  | Auszeichnungen für Musikverkäufe (Land/Region, Auszeichnung, Verkäufe) | Verkäufe |
| ---------------------------- | ---------------------------------------------------------------------- | -------- |
| Australien (ARIA)            | Platin                                                                 | 70.000   |
| Vereinigtes Königreich (BPI) | 2× Platin                                                              | 600.000  |
| Insgesamt                    | 3× Platin ·                                                            | 670.000  |

### The Ultimate Collection
| Land/Region                  | Auszeichnungen für Musikverkäufe (Land/Region, Auszeichnung, Verkäufe) | Verkäufe |
| ---------------------------- | ---------------------------------------------------------------------- | -------- |
| Australien (ARIA)            | Gold                                                                   | 35.000   |
| Neuseeland (RMNZ)            | Gold                                                                   | 7.500    |
| Niederlande (NVPI)           | Gold                                                                   | 50.000   |
| Vereinigtes Königreich (BPI) | Platin                                                                 | 300.000  |
| Insgesamt                    | 3× Gold · 1× Platin ·                                                  | 392.500  |

### Tennessee Moon
| Land/Region                  | Auszeichnungen für Musikverkäufe (Land/Region, Auszeichnung, Verkäufe) | Verkäufe |
| ---------------------------- | ---------------------------------------------------------------------- | -------- |
| Australien (ARIA)            | 2× Platin                                                              | 140.000  |
| Neuseeland (RMNZ)            | Gold                                                                   | 7.500    |
| Vereinigte Staaten (RIAA)    | Gold                                                                   | 500.000  |
| Vereinigtes Königreich (BPI) | Silber                                                                 | 60.000   |
| Insgesamt                    | 1× Silber · 2× Gold · 2× Platin ·                                      | 707.500  |

### The Movie Album: As Time Goes By
| Land/Region               | Auszeichnungen für Musikverkäufe (Land/Region, Auszeichnung, Verkäufe) | Verkäufe |
| ------------------------- | ---------------------------------------------------------------------- | -------- |
| Neuseeland (RMNZ)         | Gold                                                                   | 7.500    |
| Vereinigte Staaten (RIAA) | Gold                                                                   | 500.000  |
| Insgesamt                 | 2× Gold ·                                                              | 507.500  |

### Three Chord Opera
| Land/Region               | Auszeichnungen für Musikverkäufe (Land/Region, Auszeichnung, Verkäufe) | Verkäufe |
| ------------------------- | ---------------------------------------------------------------------- | -------- |
| Australien (ARIA)         | Gold                                                                   | 35.000   |
| Vereinigte Staaten (RIAA) | Gold                                                                   | 500.000  |
| Insgesamt                 | 2× Gold ·                                                              | 535.000  |

### The Essential Collection
| Land/Region                  | Auszeichnungen für Musikverkäufe (Land/Region, Auszeichnung, Verkäufe) | Verkäufe  |
| ---------------------------- | ---------------------------------------------------------------------- | --------- |
| Australien (ARIA)            | Platin                                                                 | 70.000    |
| Europa (IFPI)                | Platin                                                                 | 1.000.000 |
| Neuseeland (RMNZ)            | 3× Platin                                                              | 45.000    |
| Vereinigte Staaten (RIAA)    | 2× Platin                                                              | 2.000.000 |
| Vereinigtes Königreich (BPI) | Platin                                                                 | (300.000) |
| Insgesamt                    | 8× Platin ·                                                            | 3.115.000 |

### 12 Songs
| Land/Region                  | Auszeichnungen für Musikverkäufe (Land/Region, Auszeichnung, Verkäufe) | Verkäufe |
| ---------------------------- | ---------------------------------------------------------------------- | -------- |
| Australien (ARIA)            | Gold                                                                   | 35.000   |
| Irland (IRMA)                | Gold                                                                   | 7.500    |
| Kanada (MC)                  | Gold                                                                   | 50.000   |
| Vereinigte Staaten (RIAA)    | Gold                                                                   | 500.000  |
| Vereinigtes Königreich (BPI) | Gold                                                                   | 100.000  |
| Insgesamt                    | 5× Gold ·                                                              | 692.500  |

### Home Before Dark
| Land/Region                  | Auszeichnungen für Musikverkäufe (Land/Region, Auszeichnung, Verkäufe) | Verkäufe |
| ---------------------------- | ---------------------------------------------------------------------- | -------- |
| Australien (ARIA)            | Gold                                                                   | 35.000   |
| Irland (IRMA)                | Gold                                                                   | 7.500    |
| Neuseeland (RMNZ)            | Gold                                                                   | 7.500    |
| Vereinigte Staaten (RIAA)    | Gold                                                                   | 500.000  |
| Vereinigtes Königreich (BPI) | Platin                                                                 | 300.000  |
| Insgesamt                    | 4× Gold · 1× Platin ·                                                  | 850.000  |

### Hot August Night / NYC
| Land/Region                  | Auszeichnungen für Musikverkäufe (Land/Region, Auszeichnung, Verkäufe) | Verkäufe |
| ---------------------------- | ---------------------------------------------------------------------- | -------- |
| Vereinigtes Königreich (BPI) | Gold                                                                   | 100.000  |
| Insgesamt                    | 1× Gold ·                                                              | 100.000  |

### Dreams
| Land/Region                  | Auszeichnungen für Musikverkäufe (Land/Region, Auszeichnung, Verkäufe) | Verkäufe |
| ---------------------------- | ---------------------------------------------------------------------- | -------- |
| Vereinigtes Königreich (BPI) | Gold                                                                   | 100.000  |
| Insgesamt                    | 1× Gold ·                                                              | 100.000  |

### The Very Best of Neil Diamond: The Studio Recordings
| Land/Region                  | Auszeichnungen für Musikverkäufe (Land/Region, Auszeichnung, Verkäufe) | Verkäufe |
| ---------------------------- | ---------------------------------------------------------------------- | -------- |
| Vereinigtes Königreich (BPI) | Platin                                                                 | 300.000  |
| Insgesamt                    | 1× Platin ·                                                            | 300.000  |

### Melody Road
| Land/Region                  | Auszeichnungen für Musikverkäufe (Land/Region, Auszeichnung, Verkäufe) | Verkäufe |
| ---------------------------- | ---------------------------------------------------------------------- | -------- |
| Australien (ARIA)            | Gold                                                                   | 35.000   |
| Vereinigtes Königreich (BPI) | Gold                                                                   | 100.000  |
| Insgesamt                    | 2× Gold ·                                                              | 135.000  |

### All-Time Greatest Hits
| Land/Region                  | Auszeichnungen für Musikverkäufe (Land/Region, Auszeichnung, Verkäufe) | Verkäufe |
| ---------------------------- | ---------------------------------------------------------------------- | -------- |
| Australien (ARIA)            | Gold                                                                   | 35.000   |
| Vereinigtes Königreich (BPI) | Platin                                                                 | 300.000  |
| Insgesamt                    | 1× Gold · 1× Platin ·                                                  | 335.000  |

### Classic Diamonds
| Land/Region                  | Auszeichnungen für Musikverkäufe (Land/Region, Auszeichnung, Verkäufe) | Verkäufe |
| ---------------------------- | ---------------------------------------------------------------------- | -------- |
| Vereinigtes Königreich (BPI) | Gold                                                                   | 100.000  |
| Insgesamt                    | 1× Gold ·                                                              | 100.000  |

## Auszeichnungen nach Singles

### Girl, You’ll Be a Woman Soon
| Land/Region       | Auszeichnungen für Musikverkäufe (Land/Region, Auszeichnung, Verkäufe) | Verkäufe |
| ----------------- | ---------------------------------------------------------------------- | -------- |
| Neuseeland (RMNZ) | Gold                                                                   | 15.000   |
| Insgesamt         | 1× Gold ·                                                              | 15.000   |

### Sweet Caroline
| Land/Region                  | Auszeichnungen für Musikverkäufe (Land/Region, Auszeichnung, Verkäufe) | Verkäufe  |
| ---------------------------- | ---------------------------------------------------------------------- | --------- |
| Dänemark (IFPI)              | Gold                                                                   | 45.000    |
| Deutschland (BVMI)           | Gold                                                                   | 300.000   |
| Neuseeland (RMNZ)            | 5× Platin                                                              | 150.000   |
| Spanien (Promusicae)         | Platin                                                                 | 60.000    |
| Vereinigte Staaten (RIAA)    | Platin                                                                 | 1.000.000 |
| Vereinigtes Königreich (BPI) | 3× Platin                                                              | 1.800.000 |
| Insgesamt                    | 2× Gold · 10× Platin ·                                                 | 3.355.000 |

### Holly Holy
| Land/Region               | Auszeichnungen für Musikverkäufe (Land/Region, Auszeichnung, Verkäufe) | Verkäufe  |
| ------------------------- | ---------------------------------------------------------------------- | --------- |
| Vereinigte Staaten (RIAA) | Platin                                                                 | 1.000.000 |
| Insgesamt                 | 1× Platin ·                                                            | 1.000.000 |

### Cracklin’ Rosie
| Land/Region                  | Auszeichnungen für Musikverkäufe (Land/Region, Auszeichnung, Verkäufe) | Verkäufe  |
| ---------------------------- | ---------------------------------------------------------------------- | --------- |
| Neuseeland (RMNZ)            | Platin                                                                 | 30.000    |
| Vereinigte Staaten (RIAA)    | Platin                                                                 | 1.000.000 |
| Vereinigtes Königreich (BPI) | Gold                                                                   | 400.000   |
| Insgesamt                    | 1× Gold · 2× Platin ·                                                  | 1.430.000 |

### I Am… I Said
| Land/Region                  | Auszeichnungen für Musikverkäufe (Land/Region, Auszeichnung, Verkäufe) | Verkäufe |
| ---------------------------- | ---------------------------------------------------------------------- | -------- |
| Neuseeland (RMNZ)            | Gold                                                                   | 15.000   |
| Vereinigtes Königreich (BPI) | Silber                                                                 | 200.000  |
| Insgesamt                    | 1× Silber · 1× Gold ·                                                  | 215.000  |

### Song Sung Blue
| Land/Region               | Auszeichnungen für Musikverkäufe (Land/Region, Auszeichnung, Verkäufe) | Verkäufe  |
| ------------------------- | ---------------------------------------------------------------------- | --------- |
| Vereinigte Staaten (RIAA) | Gold                                                                   | 1.000.000 |
| Insgesamt                 | 1× Gold ·                                                              | 1.000.000 |

### Desiree
| Land/Region | Auszeichnungen für Musikverkäufe (Land/Region, Auszeichnung, Verkäufe) | Verkäufe |
| ----------- | ---------------------------------------------------------------------- | -------- |
| Kanada (MC) | Platin                                                                 | 100.000  |
| Insgesamt   | 1× Platin ·                                                            | 100.000  |

### You Don’t Bring Me Flowers
| Land/Region                  | Auszeichnungen für Musikverkäufe (Land/Region, Auszeichnung, Verkäufe) | Verkäufe  |
| ---------------------------- | ---------------------------------------------------------------------- | --------- |
| Kanada (MC)                  | Gold                                                                   | 75.000    |
| Neuseeland (RMNZ)            | Gold                                                                   | 5.000     |
| Vereinigte Staaten (RIAA)    | Platin                                                                 | 1.000.000 |
| Vereinigtes Königreich (BPI) | Gold                                                                   | 500.000   |
| Insgesamt                    | 3× Gold · 1× Platin ·                                                  | 1.580.000 |

### Forever in Blue Jeans
| Land/Region                  | Auszeichnungen für Musikverkäufe (Land/Region, Auszeichnung, Verkäufe) | Verkäufe |
| ---------------------------- | ---------------------------------------------------------------------- | -------- |
| Neuseeland (RMNZ)            | Platin                                                                 | 30.000   |
| Vereinigtes Königreich (BPI) | Gold                                                                   | 400.000  |
| Insgesamt                    | 1× Gold · 1× Platin ·                                                  | 430.000  |

### Love on the Rocks
| Land/Region                  | Auszeichnungen für Musikverkäufe (Land/Region, Auszeichnung, Verkäufe) | Verkäufe |
| ---------------------------- | ---------------------------------------------------------------------- | -------- |
| Vereinigtes Königreich (BPI) | Silber                                                                 | 200.000  |
| Insgesamt                    | 1× Silber ·                                                            | 200.000  |

### Hello Again
| Land/Region                  | Auszeichnungen für Musikverkäufe (Land/Region, Auszeichnung, Verkäufe) | Verkäufe |
| ---------------------------- | ---------------------------------------------------------------------- | -------- |
| Vereinigtes Königreich (BPI) | Silber                                                                 | 200.000  |
| Insgesamt                    | 1× Silber ·                                                            | 200.000  |

### America
| Land/Region                  | Auszeichnungen für Musikverkäufe (Land/Region, Auszeichnung, Verkäufe) | Verkäufe |
| ---------------------------- | ---------------------------------------------------------------------- | -------- |
| Vereinigtes Königreich (BPI) | Silber                                                                 | 200.000  |
| Insgesamt                    | 1× Silber ·                                                            | 200.000  |

## Auszeichnungen nach Videoalben

### Greatest Hits Live
| Land/Region                  | Auszeichnungen für Musikverkäufe (Land/Region, Auszeichnung, Verkäufe) | Verkäufe |
| ---------------------------- | ---------------------------------------------------------------------- | -------- |
| Australien (ARIA)            | 14× Platin                                                             | 210.000  |
| Kanada (MC)                  | Gold                                                                   | 5.000    |
| Vereinigte Staaten (RIAA)    | 2× Platin                                                              | 200.000  |
| Vereinigtes Königreich (BPI) | Platin                                                                 | 50.000   |
| Insgesamt                    | 1× Gold · 17× Platin ·                                                 | 465.000  |

### Live 1976
| Land/Region       | Auszeichnungen für Musikverkäufe (Land/Region, Auszeichnung, Verkäufe) | Verkäufe |
| ----------------- | ---------------------------------------------------------------------- | -------- |
| Neuseeland (RMNZ) | Platin                                                                 | 5.000    |
| Insgesamt         | 1× Platin ·                                                            | 5.000    |

### Hot August Night / NYC
| Land/Region               | Auszeichnungen für Musikverkäufe (Land/Region, Auszeichnung, Verkäufe) | Verkäufe |
| ------------------------- | ---------------------------------------------------------------------- | -------- |
| Australien (ARIA)         | 6× Platin                                                              | 90.000   |
| Vereinigte Staaten (RIAA) | 2× Platin                                                              | 200.000  |
| Insgesamt                 | 8× Platin ·                                                            | 290.000  |

## Auszeichnungen nach Autorenbeteiligungen und Produktionen

### Red Red Wine(UB40)
| Land/Region                  | Auszeichnungen für Musikverkäufe (Land/Region, Auszeichnung, Verkäufe) | Verkäufe  |
| ---------------------------- | ---------------------------------------------------------------------- | --------- |
| Kanada (MC)                  | Gold                                                                   | 50.000    |
| Niederlande (NVPI)           | Gold                                                                   | 50.000    |
| Vereinigte Staaten (RIAA)    | Gold                                                                   | 500.000   |
| Vereinigtes Königreich (BPI) | Platin                                                                 | 600.000   |
| Insgesamt                    | 3× Gold · 1× Platin ·                                                  | 1.200.000 |

### I’m a Believer(Smash Mouth)
| Land/Region       | Auszeichnungen für Musikverkäufe (Land/Region, Auszeichnung, Verkäufe) | Verkäufe |
| ----------------- | ---------------------------------------------------------------------- | -------- |
| Australien (ARIA) | Platin                                                                 | 70.000   |
| Insgesamt         | 1× Platin ·                                                            | 70.000   |

## Statistik und Quellen
| Land/RegionAuszeichnungen für Musikverkäufe (Land/Region, Auszeichnungen, Verkäufe, Quellen) | Silber       | Gold       | Platin         | Verkäufe    | Quellen                                                   |
| -------------------------------------------------------------------------------------------- | ------------ | ---------- | -------------- | ----------- | --------------------------------------------------------- |
| Australien (ARIA)                                                                            | —            | 13× Gold13 | 49× Platin49   | 2.670.000   | aria.com.au                                               |
| Dänemark (IFPI)                                                                              | —            | Gold1      | —              | 45.000      | ifpi.dk                                                   |
| Deutschland (BVMI)                                                                           | —            | 6× Gold6   | —              | 1.550.000   | musikindustrie.de                                         |
| Europa (IFPI)                                                                                | —            | —          | Platin1        | (1.000.000) | ifpi.org (Memento vom 1. Januar 2014 im Internet Archive) |
| Frankreich (SNEP)                                                                            | —            | —          | Platin1        | 300.000     | infodisc.fr snepmusique.com                               |
| Hongkong (IFPI/HKRIA)                                                                        | —            | 2× Gold2   | —              | 20.000      | ifpihk.org                                                |
| Irland (IRMA)                                                                                | —            | 2× Gold2   | —              | 15.000      | irishcharts.ie                                            |
| Kanada (MC)                                                                                  | —            | 5× Gold5   | 16× Platin16   | 1.930.000   | musiccanada.com                                           |
| Neuseeland (RMNZ)                                                                            | —            | 11× Gold11 | 24× Platin24   | 577.500     | aotearoamusiccharts.co.nz NZ2 NZ3                         |
| Niederlande (NVPI)                                                                           | —            | 6× Gold6   | Platin1        | 400.000     | nvpi.nl                                                   |
| Österreich (IFPI)                                                                            | —            | Gold1      | —              | 25.000      | ifpi.at                                                   |
| Spanien (Promusicae)                                                                         | —            | —          | 2× Platin2     | 160.000     | elportaldemusica.es promusicae.es                         |
| Südafrika (RISA)                                                                             | —            | 2× Gold2   | 2× Platin2     | 175.000     | Einzelnachweise                                           |
| Vereinigte Staaten (RIAA)                                                                    | —            | 22× Gold22 | 48× Platin48   | 53.900.000  | riaa.com                                                  |
| Vereinigtes Königreich (BPI)                                                                 | 12× Silber12 | 22× Gold22 | 16× Platin16   | 9.930.000   | bpi.co.uk                                                 |
| Insgesamt                                                                                    | 12× Silber12 | 93× Gold93 | 160× Platin160 |             |                                                           |